# Ezekiel Elliott

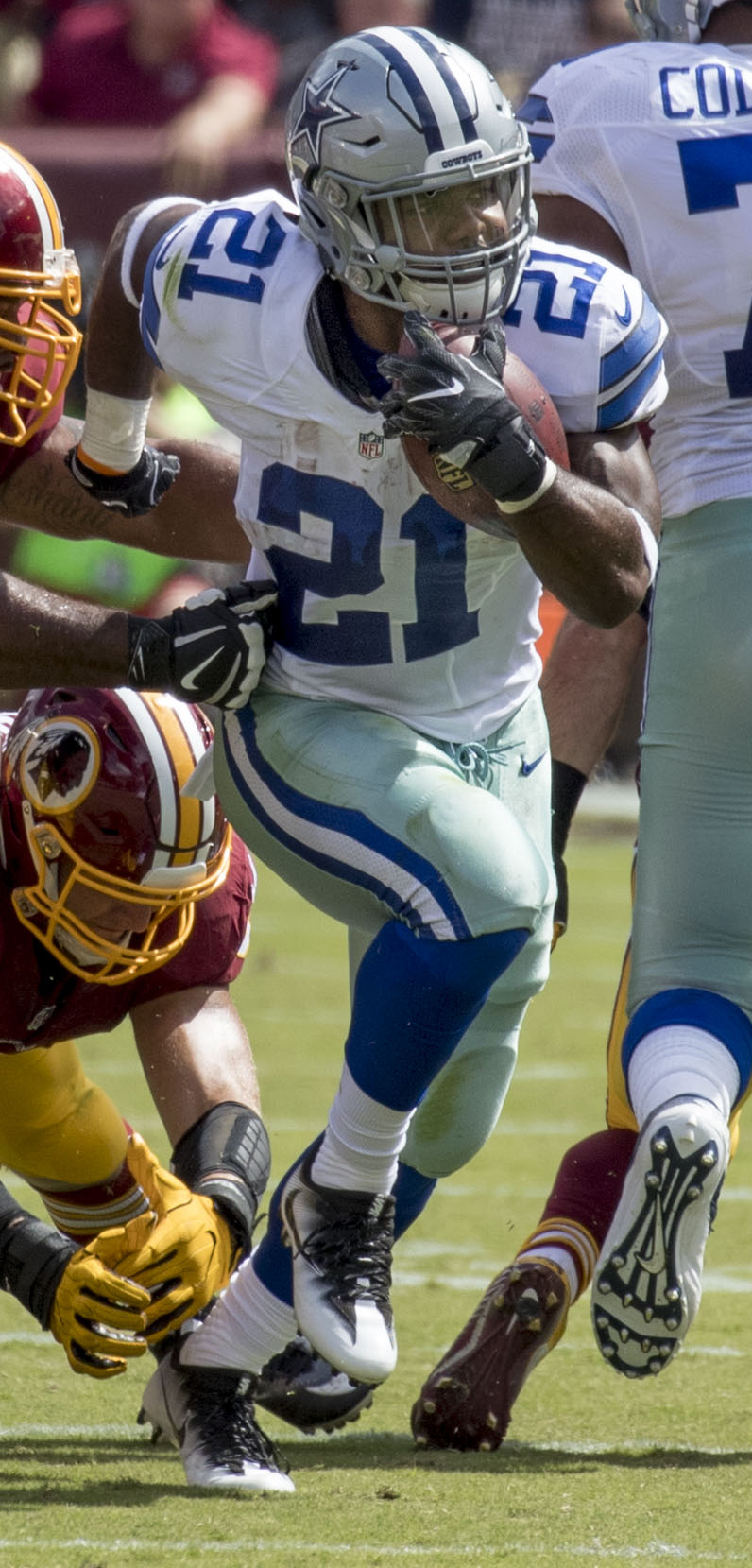
Ezekiel Elliott, 2016.

Ezekiel "Zeke" Elliott, född 22 juli 1995, är en amerikansk fotbollsspelare som spelar som runningback för Dallas Cowboys i NFL. I college spelade han för Ohio State University. Elliott draftades som fjärde spelare i den första draftrundan 2016.

## Uppväxt
Ezekiel Elliot växte upp i Alton i Illinois. I high school gick han på John Burroughs School i Ladue i Missouri, där han var aktiv inom löpning, basket och amerikansk fotboll. 

### Amerikansk fotboll
I high school spelade Ezekiel Elliot runningback för John Burroughs School Bombers. Under sina första år blev han utnämnd till årets anfallsspelare av St. Louis Post-Dispatch, efter att ha sprungit för 1 802 yards för 34 rushing touchdowns och fångat 23 passningar för 401 yards för 6 running touchdowns. Hans sista år sprang han för 2 155 yards för 40 rushing touchdowns och fångade passningar för totalt 906 yards för 10 passing touchdowns. Elliot ledde John Burroughs School Bombers till tre raka titelmatcher, men förlorade alla tre. 

### Friidrott
Höjdpunkten på hans friidrottskarriär var då han på mindre än två och en halv timme vann fyra delstatstitlar (100 meter, 200 meter, 110 meter häck och 300 meter häck. 

## College
Av de sporter Elliot utövade valde han i college fortsätta sin karriär som idrottare inom amerikansk fotboll. Både modern Dawn och Stacy Elliott var collegeidrottare på University of Missouri, något som tidigt drev Elliot att välja programmets amerikanska fotbollslag Missouri Tigers. Till mångas förvåning kom Elliot istället att välja att gå på Ohio State University där han spelade för Ohio State Buckeyes.   .
2013, under sitt första år, var Elliot backup till Carlos Hyde. Elliot hade under denna säsong 30 carries för 262 yards och två touchdowns.
Under 2014 tog Elliot över som förstahandsval.  Elliot var en stor del i hur Buckeyes gick till det första College Football Playoffs.
Buckeyes vann 2015 Sugar Bowl mot de topprankade Alabama Crimson Tide med 41-34. Elliot hade under matchen 20 carries för 230 yards och två touchdowns och blev utnämnd till matchens anfallsspelare. I 2015 års College Football Playoff National Championship vann Buckeyes mot Oregon Ducks med 42-20. Elliot blev även i denna gång utsedd till matchens anfallsspelare after 36 carries för 246 yards och fyra touchdowns. 
2015 annonserade Elliot att han skulle delta i 2016 års NFL draft. 

## NFL-karriär

### 2016 NFL draft
Innan draften ansågs Elliot som den årskullens mest kompletta runningback.  Elliot blev vald som fjärde spelare i den första draftningsrundan av Dallas Cowboys. 

### Dallas Cowboys
Under sin rookie-säsong i NFL blev Elliot förstaval som runningback före Alfred Morris och Darren McFadden. Elliot kom att springa för 1 631 yards för 15 tocuhdowns och fånga 32 passningar för 363 yards och en touchdown.

## Kontroverser
Under sin tid på Ohio State var Elliot involverad i ett fall där han anklagades för fem fall av våld i nära relation. Elliot har ännu inte blivit åtalad, men fallet är fortfarande inte nedlagt. 
Under 2017 var Elliot var även involverad i ett fall där han exponerade en kvinnas bröst mot hennes vilja.